# Magda (James Bond)
Magda é uma personagem do filme 007 contra Octopussy (1983), décimo-terceiro da série cinematográfica de James Bond, criado por Ian Fleming. Foi interpretada pela atriz sueca Kristina Wayborn.

## Filme
Loira, atlética, acrobata e braço-direito da personagem título Octopussy, ela aparece ao lado de Kamal Khan, um ex-príncipe afegão e playboy, o vilão do filme, durante o leilão de ovos Fabergé na casa Sotheby's, em que ele e Bond fazem lances seguidos para adquirir a jóia. Bond deixa que Khan fique com o ovo depois de fazer lances cada vez mais altos, obrigando o príncipe a rebatê-lo, aumentando consideravelmente o valor do objeto, mas troca o original por uma cópia.
Quando Kamal descobre que 007 ficou com o ovo verdadeiro, envia Magda para seduzi-lo e recuperar a jóia original. Bond permite o engodo, faz amor com Magda e depois segue a pista da jóia, que leva aos mandantes. Quando o espião é capturado na mansão do playboy e foge, Magda assiste à fuga mas mantém-se calada.
Ela aparece mais tarde no filme como mestre de cerimônias do circo que a contrabandista Octopussy usa como fachada para seus negócios. Bond convence as duas que Kamal as traiu e escondeu uma bomba nuclear numa carroça da caravana circense e Octopussy quebra o baú onde a bomba havia sido escondida, permitindo a Bond desligá-la poucos segundos antes da explosão. Depois disso, Magda auxilia Octopussy e Bond na invasão da fortaleza de Kamal, comandando um grupo de mulheres e artistas do circo, em vingança pela traição do vilão.